# Acalypha schlumbergeri
Acalypha schlumbergeri är en törelväxtart som beskrevs av Johannes Müller Argoviensis. Acalypha schlumbergeri ingår i släktet akalyfor, och familjen törelväxter. Inga underarter finns listade i Catalogue of Life.